# Palaquium
Palaquium är ett indomalajiskt växtsläkte av familjen Sapotaceae, oftast med stora, mjölksaftrika, med läderartade blad försedda träd, av vilka den viltväxande Palaquium oblongifolium och den numera endast odlade Palaquium gutta är de mest betydande för utvinning av guttaperka.